# 御葬司
御葬司（ごそうし）は、古代日本において、天皇・皇后などの葬儀の際に、その用務を分担して掌った臨時の官職（令外官）。

## 概要
大宝2年（702年）12月、持統天皇の崩御の際に、作殯宮司・造大殿垣司が任じられたが、翌3年（703年）10月に御葬司が正式に任命され、御装長官・造御竈長官が任じられ、その下に3名の副、4名の政人、2名あるいは4名の史がそれぞれ置かれた。以降、文武天皇から光孝天皇の大葬にいたる間に、遺詔か、あるいは特別の事情がある場合以外は御葬司として、以下に示すような諸司が任じられた。
1. 御装束司…前記の御装長官もこの役で、葬儀の一切の設営。事務を担当する。桓武天皇の母親の高野新笠・皇后藤原乙牟漏の葬儀の際には、御装束司の代わりに10数名の御葬司が命じられ、この役を行っている。
2. 造御竈司…火葬の設営などに関することのみを行う。持統上皇・文武天皇の時のみ任じられた。
3. 山作司（造山陵司）…墳丘すなわち山陵の築営に関することを担当し、文武天皇の時から任じられた。
4. 養役夫司（養民司）…各種の役夫の糧食・労賃などを担当する。元正上皇の時に設置された。
5. 作（造）方相司…悪霊を払うため、轜車（きぐるま）を先導する方相氏（黄金の4つ目の仮面をつけ、手には矛・楯を持つ官）を担当する。聖武上皇・光仁上皇・桓武天皇の時のみ設置された。
6. 前後次第司…葬送の行列に異乱のないように、管掌する役職で、光明皇太后の葬儀の際に初めて設置された。前後次第司と称されていたが、このときには「御前次第司」・「御後次第司」の2つに分けて任じられた。光仁上皇・桓武天皇および高野新笠や藤原乙牟漏の時などは設置されなかった。
7. 作路司…葬送の通り道の道路や橋梁を整備するもので、称徳天皇大葬の時から任命された。

以上の各司の人員は時と場合に応じて異なるが、大体は、御装束司・山作司は五位以上で5人から13人からなり、その長は公卿か親王が任命されている。養役夫司・作路司・作方相司は四位あるいは五位のもの1人から3人が任じられた。ただし、称徳天皇大葬の際の養役夫司は任命者の中に、宮内・大膳・大炊・造酒・筥陶・監物の司各1人を任じている。以上の各司には六位以下の官人も付されている。
光明皇后葬儀の前後次第司は、氷上塩焼・白壁王の三位2人と石川豊成・大原継麻呂の五位2人で、判官・主典各2人が付き、御前・御後次第司は長官には公卿を任じ、その下に次官と判官・主典各2人を配した。
宇多天皇以降は歴代薄葬を重んじ、遺詔で葬司を任ずることを停止したので、自然にこの制度は消滅した。
なお、『延喜式』太政官の制に、親王・大臣が薨去した際には装束司・山作司を任じる規定があるが、任命はされても葬家が辞退して、施行されることはなかった。